# Vheissu
Albums de Thrice
If We Could Only See Us Now
(2005) Red Sky
(2006)
Vheissu (prononcé « vee-sue » est le quatrième album studio du groupe américain Thrice, paru le 18 octobre 2005 au label Island Records. L'album, ayant atteint la 15e place du Billboard 200, est paru en deux versions différentes (incluant l’édition limitée, qui contient un livret détaillant le travail qui a été fait sur chaque chanson).
L'album est défini, par la presse spécialisée, comme une déviation expérimentale des racines post-hardcore de Thrice, avec l'implication de mélodies au piano (For Miles), d'electronica (Red Sky), et de folk japonais (Music Box), notamment,,,.

## Liste des pistes
1. Image of the Invisible – 4:14
2. Between the End and Where We Lie – 3:56
3. The Earth Will Shake – 4:29
4. Atlantic – 4:02
5. For Miles – 4:27
6. Hold Fast Hope – 4:01
7. Music Box – 4:46
8. Like Moths to Flame – 4:26
9. Of Dust and Nations – 4:50
10. Stand and Feel Your Worth – 5:52
11. Red Sky – 4:17
12. Flags of Dawn (édition japonaise) – 3:39
13. Weight of Glory (édition japonaise) – 4:24